# Miquel Noguer Bau
Miquel Noguer Bau (Vic, 1977) es el director de la edición catalana de El País desde febrero de 2020. 
Estudió Periodismo en la Universidad Autónoma de Barcelona. Después de trabajar en diversos medios locales, se incorporó a la sección catalana de El País, donde desarrollaría gran parte de su trayectoria profesional. A lo largo de esa trayectoria ha formado parte de la sección de Sociedad, Política e Internacional. Luego, en 2020, fue nombrado director de El País Catalunya.